# リック・アデルマン
リック・アデルマン（Richard Leonard Adelman、1946年6月16日 - ）はアメリカ合衆国カリフォルニア州リンウッド出身のバスケットボール選手、指導者。NBAのポートランド・トレイルブレイザーズ、ゴールデンステート・ウォリアーズ、サクラメント・キングス、ヒューストン・ロケッツ、ミネソタ・ティンバーウルブズのヘッドコーチを務め、2014年、引退を発表した。

## 経歴

### 現役時代
ロヨラ大学卒業後、1968年のNBAドラフトにてサンディエゴ・ロケッツ（現：ヒューストン・ロケッツ）から7巡目79位で指名を受ける。サンディエゴで2シーズンを過ごした後、リーグに新規加入したポートランド・トレイルブレイザーズのエクスパンション・ドラフトで指名され、ポートランドで3シーズンを過ごした。その後、シカゴ・ブルズ、ニューオリンズ・ジャズ、カンザスシティ・キングスなどでプレーし、1975年に現役を引退した。

### 監督時代
1977年から1983年にかけてアデルマンはオレゴン州セーラムのチェメケタ・コミュニティ・カレッジで指導者を務め、その後ポートランド・トレイルブレイザーズに雇われてジャック・ラムジーのアシスタントコーチを務めた。1986年、ラムジーが解任され後任のマイク・スクーラーが監督になってもアデルマンは留任し、1989年のシーズン途中にスクーラーが解任されるとアデルマンが暫定ヘッドコーチに昇格した。この年にチームをプレイオフに導くと、シーズンオフにアデルマンは正式にヘッドコーチに就任した。その後の3年間、チームは1990年と1992年にNBAファイナルに進出し、1991年にはウェスタンカンファレンス準優勝と素晴らしい成績をおさめた。アデルマンはさらに2年間をポートランドで過ごしたが、1994年に解任された。
1995年、アデルマンはゴールデンステート・ウォリアーズのヘッドコーチに就任。しかし、ポートランドでの成功を再現することは出来ず、2シーズン限りで解任された。
1年の間を置き、アデルマンは1998年にサクラメント・キングスのヘッドコーチに就任した。アデルマンの指導のもとでキングスはウェスタン屈指の強豪に変貌を遂げ、アデルマンは指導者としての名声を確立した。アデルマンの在任中は毎年のプレイオフに進出した。
当時キングスは同じ地区でシャキール・オニールとコービー・ブライアントを擁する強豪ロサンゼルス・レイカーズと強烈なライバル関係にあった。2000年のプレイオフでフィル・ジャクソンがアデルマンの指導方針をヒトラーに喩えると、アデルマンはジャクソンの選手のモチベーション維持のやり方に疑問を呈するなど、コート外でのライバル関係がマスコミによって報道された。しかしながら、結局レイカーズの3連覇を阻止することは出来ず、またティム・ダンカンを中心に台頭してきたサンアントニオ・スパーズにも勝つことが出来なかった。2006年5月9日、キングスは契約の切れたアデルマンとの契約更新を行わないことが地元紙サクラメント・ビーによって報じられた。
2007年5月23日、アデルマンはジェフ・ヴァン・ガンディーの後任としてヒューストン・ロケッツのヘッドコーチに招かれた。コーチ就任1年目、主力選手の故障などを抱えながらも、ロケッツは1月から3月にかけてNBA史上2番目の長さとなる22連勝を記録した。
2011年、ミネソタ・ティンバーウルブズのヘッドコーチに就任。3シーズン務めたが、プレーオフには進出できず。2014年、引退を発表した。

## 指導方針
選手の自主性に任せるプレイヤーズ・コーチとして知られている。監督としての実績は名将と呼んで差し支えのないものではあるが、一方で試合の大事な場面でも選手任せにするスタイルは「無策」と批判されることも多い。ただし、彼の監督したチームが大きく成績を伸ばすのは事実であり、プレイオフなどの敗因も対戦相手がマイケル・ジョーダン、シャキール・オニールなどの時代を代表するスーパースターがいたからこそだという擁護論もある。また、プレイオフのレイカーズ戦ではロバート・オーリーによって奇跡的なビッグショットを決められるという不運に見舞われたこともあった。